# Мария Вудстокская
Мари́я Ву́дстокская (англ. Mary of Woodstock; 11/12 марта 1278, Вудсток — вероятно, 29 мая 1332) — одна из дочерей короля Англии Эдуарда I и его первой жены Элеоноры Кастильской.

## Ранняя жизнь
Мария родилась в Вудстоке и была шестой дочерью короля Эдуарда I и Элеоноры Кастильской. Бабушка Марии, Элеонора Прованская, ещё до рождения принцессы приняла решение удалиться в монастырь Эймсбери в Уилтшире, в то время принадлежавший аббатству Фонтевро. Она ратовала за то, чтобы Мария и другая её внучка, Элеонора Бретонская, посвятили жизнь служению Богу в качестве бенедиктинок. Несмотря на сопротивление матери принцессы, Мария была посвящена в День Вознесения в 1285 году в Эймсбери наряду с тринадцатью дочерьми английского дворянства; кузина принцессы, Элеонора Бретонская, удалилась в монастырь четырьмя годами ранее, а их бабушка — в июне 1286 года. Формально монахиней Мария стала только в декабре 1291 года, когда девочке исполнилось двенадцать лет.
По распоряжению родителей Мария в течение всей жизни получала 100 фунтов в год; она также получала удвоенную квоту на одежду, особое право на вино из винных лавок и жила в комфорте в личных покоях. Король навещал Марию и Элеонору в монастыре несколько раз: дважды в 1286 и 1289, а также в 1290 и 1291 годах. Элеонора Прованская умерла в 1291 году и ожидалось, что Мария переберётся в Фонтевро. Настоятельница Фонтевро написала Эдуарду I с просьбой разрешить Марии жить в её аббатстве. Вероятно, чтобы предотвратить попадание дочери в руки французов в случае войны, Эдуард отказал настоятельнице, и Мария осталась в Эймсбери; при этом король удвоил годовое содержание принцессы. В 1292 году ей было также предоставлено право на вырубку в королевском лесу до сорока дубов в год и получение двадцати бочек вина в год из Саутгемптона.

## Представитель монастыря
Несмотря на то, что Мария теперь была монахиней, она много путешествовала в качестве представителя монастыря. Она навестила брата Эдуарда в 1293 году, регулярно посещала двор, в том числе проведя при дворе пять недель в 1297 году в преддверии отъезда её сестры Елизаветы в Голландию. К концу XIII века Мария занимала должность наместницы и личной помощницы настоятельницы с правом разрешать передачу монахинь между монастырями. В 1302 году содержание в 200 фунтов в год было заменено на право владения несколькими поместьями и боро в Уилтоне при условии, что принцесса останется в Англии. Тем не менее у Марии накопились большие долги из-за азартных игр, в которых она участвовала во время нахождения при дворе; в 1305 году король Эдуард I выделил дочери 200 фунтов для погашения долгов. Марии также был передан в управление монастырь Гроув в Бедфордшире; принцесса управляла этим монастырём до самой смерти.
Мария не смогла получить высочайший пост в монастыре, в то время как Элеонора Бретонская стала настоятельницей Фонтевро в 1304 году. В 1303 год в Эймсбери была зачитана папская булла под названием Periculoso, запрещавшая монахиням покидать стены их обители, что, однако, нисколько не отразилось на принцессе. Она совершила многочисленные паломничества, в том числе и в Кентербери, и всё так же навещала двор, сопровождаемая двадцатью четырьмя лошадьми, иногда беря с собой других монахинь. В начале 1313 года Мария перестала посещать двор, потеряв представительский пост. В 1317 году её брат, теперь король Эдуард II, попросил Элеонору восстановить Марию в должности, но та отказалась. Тем не менее Мария добилась восстановления через папский мандат, которому Элеонора не могла не подчиниться.

## Дальнейшая жизнь
Несмотря на явный конфликт с Элеонорой Бретонской, Мария продолжала жить в большом комфорте. В 1316 году она позаимствовала более 2 фунтов из средств аббатства и послала клерка в Лондон по личным поручениям за счёт монастыря. Примерно в это же время доминиканский монах и преподаватель Николас Тривет посвятил принцессе свою работу Les Cronicles qe frere N. Trevet escript a dame Marie, которую, вероятно, поручила написать сама Мария. Предполагавшаяся как занимательная история мира, Хроника позже стала важным источником для нескольких популярных произведений того периода. Кроме того, несколько дворян, чьи дочери пожелали принять монашеские обеты, поручили их заботам Марии.
Мария умерла предположительно в 1332 году и, вероятно, покоится в Эймсбери. После её смерти Джон де Варенн, 7-й граф Суррей, попытался развестись с племянницей Марии Джоан, утверждая, что до брака имел связь с Марией. Если показания Джона были правдивы, его брак с Джоан был бы признан недействительным, но, несмотря на папский мандат для расследования, который был вложен в дело, истина так и не была раскрыта, и брак с Джоан не был расторгнут.